# Orgilus politus
Orgilus politus är en stekelart som beskrevs av Muesebeck 1970. Orgilus politus ingår i släktet Orgilus och familjen bracksteklar. Inga underarter finns listade i Catalogue of Life.